# عباس ميرزا

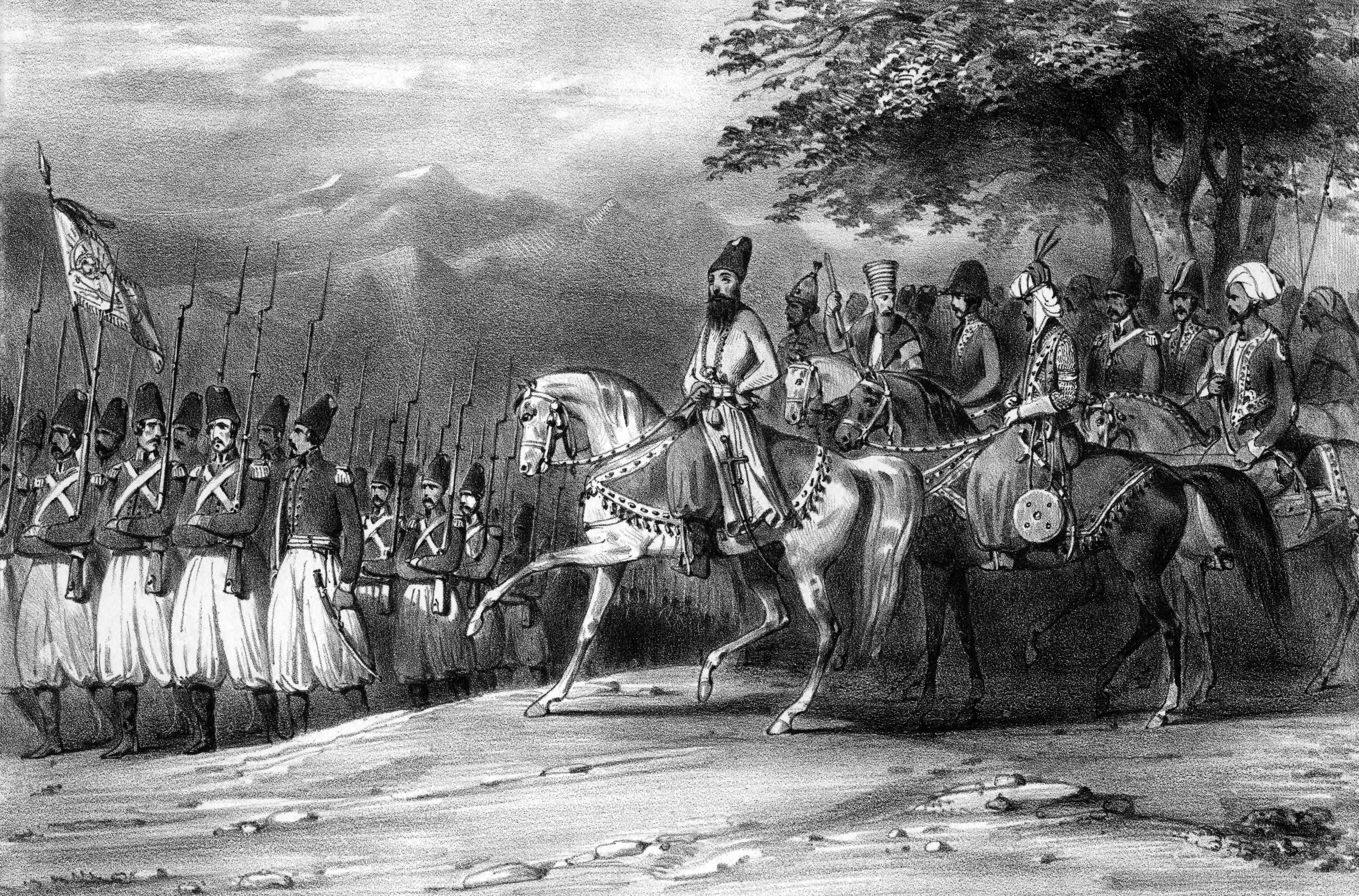
Reviewing in battle

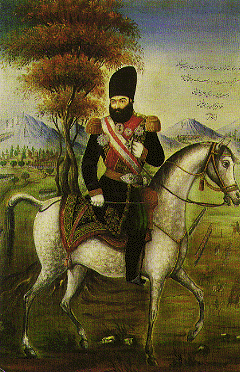
Abbas Mirza

عباس ميرزا (26 أغسطس 1789 – 25 أكتوبر 1833) هو الابن الاصغر لفتح علي شاه لكن بسبب الولادة الملكية لامه أصبح الوريث لابيه، أصبح حاكماً على اقليم اذربايجان التابع لفارس. وقام بتجهيز الجيش بملابس اوربية حديثة، شارك عباس ميرزا في الحرب الروسية الفارسية (1804- 1813) وقد عرضت عليه المساعدة من قبل فرنسا وبريطانيا اللتان كانتا تحاربان من اجل بسط نفوذهما على الشرق، فاختار الصداقة مع فرنسا. واصل عباس ميرزا الحرب ضد الروس بقيادة الجنرال كولتياريفسكي ولكن حليفته فرنسا لم تقدم له سوى القليل من المساعدة. حيث تمكن كولتياريفسكي من هزيمة جيش فارسي يفوقه عدداً قوامه 30 ألف مقاتل في معركة اسلاندوز، وفي أكتوبر من عام 1813 اضطرت فارس إلى التوقيع على معاهدة سلام مجحفة بحقها حيث اضطرت بموجبها للتنازل عن الكثير من اراضيها في القوقاز بضمنها جورجيا وداغستان واذربايجان الحالية.
اجبرت هذه الهزائم عباس ميرزا لمراجعة ستراتيجيته، فبدأ بارسال الطلاب إلى أوروبا لتلقي التدريبات العسكرية ففي عام 1811 وعام 1815 تم إرسال مجموعتين إلى بريطانيا، وفي عام 1812 تم إنشاء مطبعة في تبريز لاعادة طبع الكتيبات العسكرية الاوربية، كما تم في تبريز إنشاء مصنع للبارود ومستودع للذخائر. وتواصلت التدريبات بوجود مستشارين بريطانيين.
حقق عباس ميرزا بعض الانتصارات على العثمانيين خلال الحرب العثمانية الفارسية (1821-1823) والتي ادت إلى توقيع معاهدة للسلام بين البلدين عام 1823 وذلك بعد معركة ارضروم، وكانت هذه الحرب نصراً لفارس خصوصاً وان قوات الفارسية كانت اقل عدداً من العثمانيين ما ادى إلى رفع الروح المعنوية والثقة لدى القوات الفارسية.
في حربه الثانية مع روسيا والتي بدأت عام 1826 تمكن الجيش الفارسي بقيادة عباس ميرزا من استعادة معظم المقاطعات التي خسرتها فارس في الحرب الروسية الفرسية (1804- 1813) ولكن مع هذا فقد انتهت هذه الحرب بسلسلة من الهزائم للجيش الفارسي الامر الذي اضطر فارس للتنازل عن معظم مقاطعاتها في أرمينيا وكذلك ناخجيفان.
اثرت هذه الهزائم على عباس ميرزا وتأثرت صحته بسبب ذلك، وفقد الحماس لاي اصلاحات عسكرية، وفي عام 1833 توجه عباس ميرزا إلى خراسان لاستعادة النظام فيها والتي كانت تتبع اسمياً إلى فارس، ولكنه توفي خلال قيامه بهذه المهمة في عام 1833. وفي عام 1834 اعتلى ابنه الأكبر محمد شاه العرش بعد فتح علي شاه.
وأكثر ما يذكر به عباس ميرزا شجاعته في المعارك ومحاولاته الفاشلة لتطوير وتحديث الجيش، ولم يكن ناجحاً بسبب عدم وجود حكومة مركزية فعالة في فارس خلال تلك الحقبة. ويعتبر عباس ميرزا أول من أرسل الطلاب الإيرانيين إلى أوروبا ليتلقوا التعليم الغربي.

## أبنائه
- محمد ميرزا الذي أصبح محمد شاه
- الأمير بهرام ميرزا معز الدولة
- الأمير جهانكير ميرزا
- الأمير بهمن ميرزا
- الأمير فريدون ميرزا نايب الإيالة
- الأمير اسكندر ميرزا
- الأمير خسرو ميرزا
- الأمير قهريمان ميرزا
- الأمير اردشير ميرزا ركن الدولة

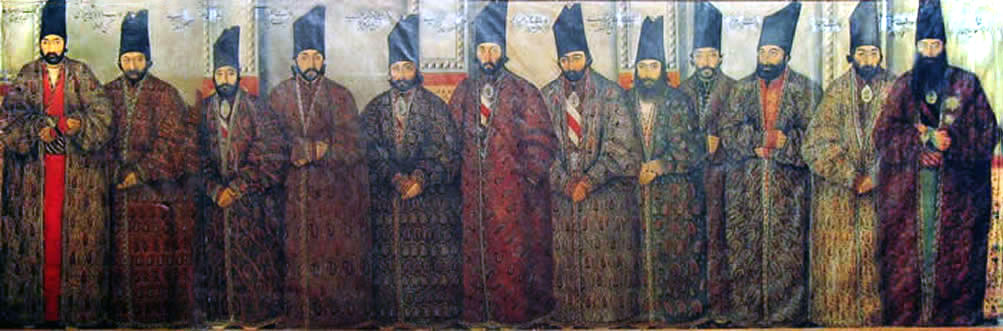
Abbas Mirza's sons

- الأمير احمد ميرزا قاجار معين الدولة
- الأمير جعفر قلي ميرزا
- الأمير مصطفى قلي ميرزا
- الأمير سلطان مراد ميرزا حسام الدولة
- الأمير منوشهر ميرزا
- الأمير فرهاد ميرزا معتمد الدولة
- الأمير فيروز ميرزا نصرت الدولة
- الأمير خانلار ميرزا احتشام الدولة
- الأمير بهادر ميرزا
- الأمير محمد رحيم ميرزا
- الأمير مهدي قلي ميرزا
- الأمير حمزة ميرزا حشمت الدولة
- الأمير إيلديرم بايزيد ميرزا
- الأمير لطف الله ميرزا شعاع الدولة
- الأمير محمد كريم ميرزا
- الأمير جعفر ميرزا
- الأمير عبد الله ميرزا